# Moḩammad Kāz̧emī
Moḩammad Kāz̧emī (persiska: Qaryeh-e Moḩammad Kāz̧emī, محمد کاظمی) är en ort i Iran.   Den ligger i provinsen Khuzestan, i den centrala delen av landet, 500 km söder om huvudstaden Teheran. Moḩammad Kāz̧emī ligger 500 meter över havet och antalet invånare är 381.
Terrängen runt Moḩammad Kāz̧emī är kuperad åt nordost, men åt sydväst är den platt.Runt Moḩammad Kāz̧emī är det ganska tätbefolkat, med 60 invånare per kvadratkilometer. Närmaste större samhälle är Bāgh-e Malek, 15,5 km norr om Moḩammad Kāz̧emī. Omgivningarna runt Moḩammad Kāz̧emī är i huvudsak ett öppet busklandskap.